# Сьенфуэгос Вилласон, Альваро
Альваро Сьенфуэгос Вилласон (исп. Álvaro Cienfuegos Villazón; 27 февраля 1657, Агерина, королевство Испания — 19 августа 1739, Рим, Папская область) — испанский куриальный кардинал, иезуит. Епископ Катании с 20 января 1721 по 21 февраля 1725. Архиепископ Монреале с 21 февраля 1725 по 24 апреля 1739. Камерленго Священной Коллегии кардиналов с 8 февраля 1730 по 3 марта 1732. Апостольский администратор епархии Печа с 15 ноября 1735 по 19 августа 1739. Кардинал-священник с 30 сентября 1720, с титулом церкви Сан-Бартоломео-аль-Изола с 16 июля 1721 по 19 августа 1739.